# 6
- Wikisource

| Calendário gregoriano                                                        | 6 VI            |
| Ab urbe condita                                                              | 759             |
| Calendário arménio                                                           | -546 – -545     |
| Calendário bahá'í                                                            | -1838 – -1837   |
| Calendário budista                                                           | 550             |
| Calendário chinês                                                            | 2702 – 2703     |
| Calendário copta                                                             | -278 – -277     |
| Calendário etíope                                                            | -2 – -1         |
| Calendários hindus - Vikram Samvat - Calendário nacional indiano - Cáli Iuga | 61 – 62 N/A     |
| Calendário Holoceno                                                          | 10006           |
| Calendário islâmico                                                          | 635 BH – 634 BH |
| Calendário judaico                                                           | 3766 – 3767     |
| Calendário persa                                                             | 616 BP – 615 BP |
| Calendário rúnico                                                            | 256             |
| Calendário solar tailandês                                                   | 549             |

6 (VI, na numeração romana) foi um ano comum do século I que começou numa sexta-feira, segundo o calendário juliano.  Segundo o horóscopo chinês, foi o ano do Tigre.
| Ano completo                    |
| ------------------------------- |
| Ano comum com início ao domingo |

## Eventos
- Herodes Arquelau é banido para Viena[1]
- Revolta dos zelotas - fundação da seita por Judas, o Galileu.[2]